# داوید الازار
داوید الازار (انگلیسی: David Elazar; ۲۷ اوت ۱۹۲۵ – ۱۵ آوریل ۱۹۷۶) سپهبد نیروی زمینی اسرائیل بود، که در فاصله سال‌های ۱۹۷۲ تا ۱۹۷۴ به‌عنوان نهمین رئیس ستاد کل نیروهای مسلح اسرائیل فعالیت می‌کرد.
الازار فعالیت نظامی را از سال ۱۹۴۲ در پالماخ آغاز کرد و پس از شکل‌گیری نیروهای دفاعی اسرائیل در سال ۱۹۴۸ فعالیت در این سازمان را ادامه داد. 
وی از ۱۹۵۸ تا ۱۹۵۹ فرمانده تیپ ۷ زرهی هاتیفا شیوا و از ۱۹۶۱ تا ۱۹۶۴ فرمانده سپاه زرهی اسرائیل بود، در فاصله سال‌های ۱۹۶۴ تا ۱۹۶۹ فرماندهی شمالی اسرائیل را برعهده داشت و از ۱۹۶۹ تا ۱۹۷۲ به‌عنوان رئیس اداره عملیات نیروهای دفاعی اسرائیل فعالیت می‌کرد و با حفظ سمت، جانشین رئیس ستاد کل نیروهای دفاعی اسرائیل بود. 
او در جنگ ۱۹۴۸ اعراب و اسرائیل، بحران سوئز، جنگ شش‌روزه و جنگ یوم کیپور حضور داشت و در سال ۱۹۷۴ پس از ۳۲ سال خدمت در ارتش اسرائیل، بازنشسته شد.